# Acacia kostermansii
Acacia kostermansii är en ärtväxtart som beskrevs av Ivan Christian Nielsen. Acacia kostermansii ingår i släktet akacior, och familjen ärtväxter. Inga underarter finns listade i Catalogue of Life.